# Mara und der Feuerbringer (Film)

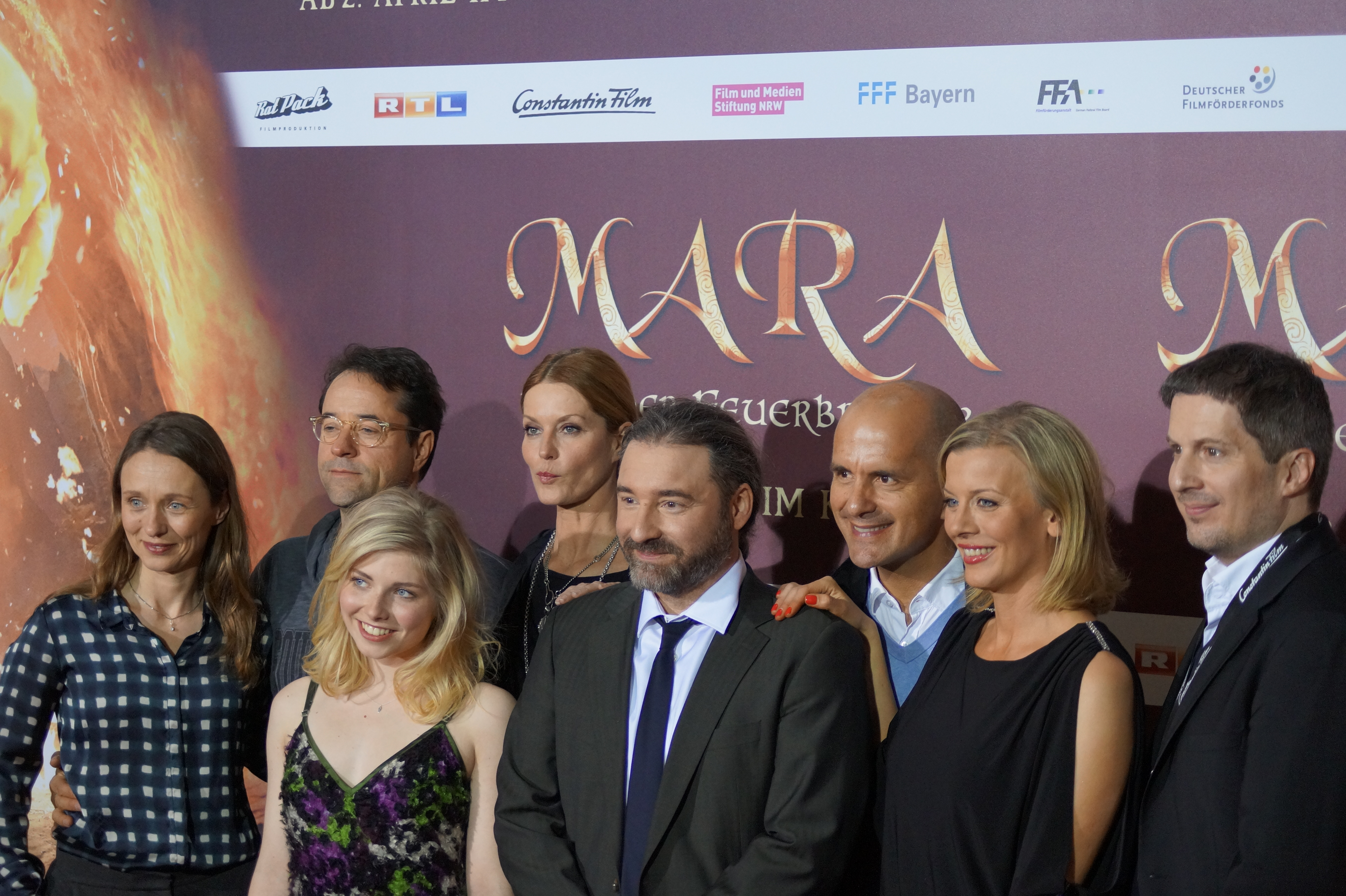
Filmpremiere in Köln: Christina Bentlage (Filmstiftung NRW), Jan Josef Liefers, Lilian Prent, Esther Schweins, Tommy Krappweis, Christoph M. Herbst, Eva Habermann und Christian Becker (v.l.n.r)

Mara und der Feuerbringer ist ein deutscher Fantasyfilm aus dem Jahr 2015. Es ist die Verfilmung des ersten Bands der gleichnamigen Romantrilogie von Tommy Krappweis, der auch das Drehbuch schrieb und Regie führte. Im Mittelpunkt der Geschichte steht die 15-jährige Mara Lorbeer, die erfährt, dass sie die letzte nordisch-germanische Seherin ist und die drohende Götterdämmerung verhindern soll. Dabei springt sie zwischen der Welt der Gegenwart und der Welt der nordisch-germanischen Mythologie hin und her und trifft auf Loki, Thor, Siegfried und den gefährlichen Feuerbringer. Obwohl Mara und der Feuerbringer ein Fantasyfilm ist, war es Autor und Regisseur Tommy Krappweis wichtig, dass die Darstellung der nordisch-germanischen Mythologie auf aktuellen wissenschaftlichen Erkenntnissen beruht. Fachberater des Films war, wie auch schon bei den Romanen, der Skandinavist Professor Rudolf Simek.
Produziert wurde der Film von Christian Becker und seiner Firma Rat Pack Filmproduktion in Koproduktion mit RTL Television und in Zusammenarbeit mit Krappweis’ Produktionsfirma bumm film. Die Titelrolle der Mara Lorbeer spielt Lilian Prent in ihrem ersten Kinofilm. In weiteren Rollen sind Jan Josef Liefers, Esther Schweins, Christoph Maria Herbst und Eva Habermann zu sehen. Die Weltpremiere fand am 29. März 2015 in Köln statt. Kinostart war am 2. April 2015.

## Handlung

### Ausgangslage
Die 14-jährige Mara Lorbeer lebt in München in der Au und wünscht sich eigentlich nur eins: „normal“ zu sein. Stattdessen wird sie seit ihrem 12. Lebensjahr täglich von düsteren Visionen verfolgt, gilt in der Schule wegen ihrer Tagträume als Außenseiterin und hat eine von Esoterik begeisterte Mutter, die sie zu Baumsprechseminaren der Wiccas von der Au schleift. Nach einem dieser Seminare trifft sie auf einen sprechenden Zweig, der ihr die Botschaft eines unbekannten Auftraggebers übermitteln soll. Sie erfährt von ihm, dass sie eine Spákona ist, eine nordisch-germanische Seherin, und dass sie die Aufgabe hat, die Götterdämmerung (Ragnarök) zu verhindern. Sie sieht in einer Vision Thor und dessen Bruder, den Halbgott Loki, der als Strafe für seine Taten von den Göttern auf ewig an einen Fels gefesselt wurde und dort seit über 2000 Jahren vom herabtropfenden Gift einer Schlange gequält wird. Nun droht Loki sich von den Fesseln zu befreien und könnte so das Ende der Welt auslösen. Nur widerstrebend nimmt Mara die ihr aufgetragene Aufgabe an und sucht Universitätsprofessor Reinhold Weissinger auf, einen Fachmann für nordisch-germanische Mythologie. Weissinger zweifelt ihre Schilderungen an und Mara verlässt enttäuscht sein Büro an der Uni München. Erst als er eine Zeichnung Maras entdeckt, die die Midgardschlange darstellt, wie Mara sie in ihren Visionen gesehen hat, wird Professor Weissinger neugierig und nimmt wieder Kontakt zu ihr auf. Als Mara ihn in eine ihrer Visionen mitnimmt und er dort Thor und Loki begegnet, erkennt er, dass sie die Wahrheit sagt, und beschließt – begeistert von der Möglichkeit, die nordisch-germanische Mythologie auf diese Weise selbst erleben zu können – dem Mädchen zu helfen.

### Weiterer Verlauf
Mara wird weiterhin von Visionen und von Menschen mit bedrohlichen schwarzen Augen bedrängt, die sie auffordern zu helfen. Wie sich herausstellt, ist es Loki, der auf diese Weise zu ihr spricht. Sie sucht ihn in der Höhle auf, in der er gefesselt auf einem Stein liegt, und erfährt, dass seine Frau Sigyn, die ihn mit ihrer magischen Holzschale vor dem brennenden Gift der Schlange geschützt hat, von einem Feuerwesen entführt wurde. Loki bittet sie, Sigyn zu ihm zurückzubringen, ansonsten werde er sich losreißen. Mit Hilfe von Lokis Götterkraft transportiert sich Mara in den Vulkan des Feuerbringers und findet dort die angekettete Sigyn und den riesigen, aus vielen kleinen Flammen bestehenden Feuerbringer, der sich Loge nennt und sich als Gott bezeichnet. Ohne Sigyn, aber mit der magischen Schale kehrt Mara zu Loki zurück und versichert ihm, dass sie alles tun werde, um Sigyn zu befreien.
In der Schule werden Mara und ein Mitschüler zum wiederholten Mal von der boshaften Larissa und ihrer Clique gemobbt. Wütend und – gestärkt durch Lokis Götterkraft – endlich in der Lage sich zu wehren, lässt Mara Larissa eine Vision der riesigen, furchterregenden Midgardschlange sehen. Larissa bricht angsterfüllt zusammen und kommt ins Krankenhaus. Mara, erschrocken von ihrer neuen Macht und der Genugtuung, die sie dabei empfand, sie gegen einen Menschen anzuwenden, ist entsetzt über sich selbst und will nichts mehr mit alledem zu tun haben. Erst als sie Larissa im Krankenhaus besucht und sich mit ihr ausspricht, versöhnt sie sich wieder mit ihrer Gabe.
Sie beschließt sich Hilfe zu holen und mit Unterstützung Professor Weissingers den Drachentöter Siegfried aus der Nibelungensage aufzusuchen. Sie begibt sich mit Weissinger zur Münchner Residenz, dem Ort, der ihr in ihren Visionen immer wieder gezeigt wurde, und transportiert sich von dort mit dem Professor zur Gnitaheide, wo der Sage nach Siegfried den Lindwurm tötete. Aber bevor es dazu kommt, werden die beiden entdeckt und vom Lindwurm angegriffen. Panisch transportiert Mara sich und den Professor zurück zur Münchner Residenz und bemerkt erst dort, dass sie auch Siegfried und den Lindwurm versehentlich mit in ihre Zeit geholt hat. Im Brunnenhof der Residenz zerstört der Lindwurm einen dort stattfindenden Mittelaltermarkt und nur mit Mühe gelingt es Mara, sich, Weissinger, Siegfried und den Lindwurm wegzutransportieren, direkt in die Vulkanwelt des Feuerbringers. Nachdem erst der Lindwurm, dann Siegfried daran scheitern, Loge zu zerstören, erkennt Mara, wie sie den Feuerbringer vernichten kann. Nachdem er verschwunden ist, kann Sigyn befreit werden und ohne die Magie des Feuerbringers kann alles wieder den Platz einnehmen, an den es gehört. Siegfried kehrt in seine Zeit zurück, Sigyn zu Loki in die Höhle, Mara und der Professor in den Brunnenhof, wo Mara über alle Besucher einen Vergessenszauber spricht.
Mara und der Professor erkennen, was für ein gutes Team sie sind und dass das Abenteuer noch längst nicht zu Ende ist. Und Mara begreift, dass sie nie wirklich alleine war, sondern immer ihre Mutter hatte und ihre Mutter sie.

## Hintergrund
Der Film wurde von RTL Television und der Rat Pack Filmproduktion in Zusammenarbeit mit bumm film produziert. Die Film- und Medienstiftung NRW und der FilmFernsehFonds Bayern unterstützten die Produktion jeweils mit dem höchstmöglichen Förderbeitrag von einer Million Euro. Außerdem wurde der Film gefördert von der Filmförderungsanstalt und dem Deutschen Filmförderfonds. Als Filmverleih fungiert Constantin Film. Die sechswöchigen Dreharbeiten fanden 2013 in München, am Soinsee in Bayrischzell, am Spitzingsee, Inzell, Oberding und in den MMC Studios in Köln-Ossendorf statt.
Die Band Schandmaul coverte für den Soundtrack den Song Ein Echter Wahrer Held von Tommy Krappweis und Andreas Lenz von Ungern-Sternberg. Die Ursprungsfassung des Songs wurde in Folge 7 der Web-Serie Hoppers des YouTube-Kanals High5 eingeführt und entwickelte ein Eigenleben als „Motivationssong“ über die Serie und die Gaming-Community hinaus.
Anfang 2017 erschien auf Rocket Beans TV die 72 Minuten lange Fan-Dokumentation Götter, Gags und Fantasy – Die Mara Story über die siebenjährige Geschichte des Mara-Projektes von der Idee bis zum Film mit Interviews, Erläuterungen und Erinnerungen von Regisseur Tommy Krappweis, Berichten vom Set und noch nicht gezeigten Szenen aus dem Film, die für die FSK-6-Kinofassung geschnitten werden mussten. Krappweis stellte dafür sein privates Archivmaterial zur Verfügung.

## Rezeption
Der film-dienst bezeichnete Mara und der Feuerbringer als „spannende[n] Zeitreise-Film“, der stimmig „von der Selbstwerdung der Protagonistin“ erzähle. Die BILD-Zeitung empfahl den Film: „Bravo! Endlich mal ein deutscher Fantasy-Film um hiesige Sagen und Mythen, kein Abklatsch von Hollywood.“ Die deutsche Filmzeitschrift Cinema verriss den Film hingegen: „Die holprige Handlung und die billigen Tricks lassen das Ergebnis ziemlich angestaubt aussehen.“
Vielfach aufgegriffen wurde eine Kritik der DPA, u. a. von der Süddeutschen Zeitung: „Tommy Krappweis hat den ersten Band seiner gleichnamigen Fantasy-Trilogie als actionreiches Spektakel inszeniert. Für Sechsjährige definitiv zu spannend, für ältere Kinder aber ein aufregender Spaß.“ Die Spielezeitschrift GameStar schrieb über den Film: „Mara und der Feuerbringer ist kein neuer Herr der Ringe, aber ein sehr guter Fantasy-Familienfilm aus Deutschland – und da gibt es ja seit der unendlichen Geschichte vor über 30 Jahren auch nicht so viele.“
Der ehemalige ZDF-Serienchef Josef Göhlen lobte den Film in seinem Artikel auf kressreport über den Deutschen Familienfilm als positives Beispiel: „Jeder, der den Film neugierig und ohne Vorbehalt gesehen hat, muss gestehen, dass es […] gelungen ist, eine reale und zugleich magische Geschichte im Hier und Heute mit witzigen zeit- und generationsübergreifenden Dialogen, mit interessanten Charakteren und gekonnt inszenierten Showeffekten, zu erzählen […] – und das zu einem Budget, das im Vergleich zu internationalen Produktionen des Genres so verschwindend gering ist, dass man schon dem Vorhaben alleine applaudieren möchte.“ Aufgrund des großen Echos in der Branche veröffentlichte Kress zwei Wochen später eine vielbeachtete Antwort von Tommy Krappweis, in der dieser die Probleme bei der Herausbringung seines Films ebenso wie die generellen Schwierigkeiten von Familien- und Genrefilm im deutschen Kino beschrieb.
Nachdem sich ein Misserfolg an den Kinokassen abzeichnete, wurde der Film in den sozialen Netzwerken und/oder durch Newsletter von Ring*Con, FedCon, Role Play Convention, dem Fantasie- und Rollenspiel-Konvent und vielen mehr empfohlen. Das Star Wars Fan Portal 501st Legion der German Garrison schrieb: „Ein Film, der es durchaus verdient in einem Atemzug mit z. B. ‚Die unendliche Geschichte‘ genannt zu werden. Ein Film, der definitiv für alle Altersklassen geeignet ist und Spass für die ganze Familie bietet.“ Das größte deutsche Steampunk-Portal Clockworker schrieb: „Die unerschütterliche Liebe zum Detail, die Nutzung aller zur Verfügung stehender Ressourcen – von Vorstellungskraft bis über bereitwilligem wie körperlichem Einsatz der breiten Phantastik-Szene und dem besonderen Humor eines Krappweis – machen aus ‚Mara und der Feuerbringer‘ ein Genre-Kleinod der deutschen Filmproduktion, das sich nicht hinter Hollywood verstecken muss.“
All diese Bemühungen konnten einen Flop des Films jedoch nicht verhindern. Doch als Tommy Krappweis den Film auf der Role Play Convention in einer Regievorführung zeigte, bekam dieser unerwartet neues Leben eingehaucht. Er lief in dem kurzfristig organisierten Kinozelt nicht nur zwei Mal wie geplant, sondern in Dauerschleife: „Daraus entwickelte sich nun eine regelrechte Mara-Tour zu verschiedenen Conventions und auf Mittelalter-Events“, so Krappweis in der Ankündigung zum Mara-Screening auf dem Fantasy- und Rollenspiel-Konvent. Obwohl der Film auf dem ersten Teil einer dreiteiligen Reihe basiert, und eine mögliche Fortsetzung am Ende des Films angedeutet wird, erscheint aufgrund des wirtschaftlichen Misserfolgs eine Fortsetzung fragwürdig.

## Auszeichnungen
- Prädikat „wertvoll“ der Deutschen Film- und Medienbewertung (FBW)[17]

- RPC Fantasy Award in der Kategorie Jury Awards für den besten deutschen Fantasyfilm seit über 30 Jahren[18]

- Die Jugend-Filmjury der FBW bewertete den Film in den Kategorien „aufregend, trickreich, abenteuerlich, gefühlvoll“ mit 4 von 5 Sternen und in „fantasievoll“ mit 5 von 5 Sternen[19]

- Offizielle Auswahl des Giffoni Film Festival mit dem englischen Titel Mara and the Firebringer[20]